# Ghost Orchid
Ghost Orchid é um projecto do músico Português André Fernandes (músico) que faz parte do catálogo da Abutre Netlabel . Numa fase inicial a sonoridade dos temas prendia-se numa mistura de ambiências orgânicas com dinâmicas digitais e electrónicas, numa fusão visceral . Mais tarde - em 2009 - escorreu para territórios mais eléctricos, de natureza post rock . 

## Discografia
- Ghost Orchid - blume (ep) | 2008, Abutre Netlabel
- Ghost Orchid - fabula (single) | 2009, Abutre Netlabel